# 1987 год в литературе

## События
- В апреле секретариатом Союза писателей СССР было принято решение о проведении Ефремовских чтений — ежегодной литературно-научной конференции, названной в честь Ивана Антоновича Ефремова.

## Премии

### Международные
- Нобелевская премия по литературе — Иосиф Александрович Бродский, «За всеобъемлющее творчество, пропитанное ясностью мысли и страстностью поэзии»[1].

- Всемирная премия фэнтези за лучший роман — Патрик Зюскинд, роман «Парфюмер. История одного убийцы» (нем. Das Parfum. Die Geschichte eines Mörders).
- Всемирная премия фэнтези за лучшую повесть — Орсон Скотт Кард, «Река Хэтрек» (англ. Hatrack River).
- Всемирная премия фэнтези за лучший рассказ — Дэвид Дж. Шоу. «Красный цвет» (англ. Red Light).
- Премия «Хьюго» за лучший роман — Орсон Скотт Кард, «Голос тех, кого нет» (англ. Speaker for the Dead)[2].
- Премия «Хьюго» за лучшую повесть —  Роберт Силверберг, «Гильгамеш в глубинке» (англ. Gilgamesh in the Outback)[2].
- Премия «Хьюго» за лучший рассказ — Грег Бир, «Касательные» (англ. Tangents)[2].

### Австрия
- Австрийская государственная премия по европейской литературе — Милан Кундера.

### Великобритания
- Букеровская премия — Пенелопа Лайвли, «Лунный тигр» (англ. Moon Tiger)[3].
- Премия Сомерсета Моэма:

1. Стивен Грегори, «Баклан» (англ. The Cormorant).
2. Джанни Хаукер, «Isaac Campion».
3. Эндрю Моушн, «The Lamberts».

### Испания
- Премия Сервантеса — Карлос Фуэнтес.
- Премия принцессы Астурийской — Камило Хосе Села[4].

### Норвегия
- Премия Ибсена — Педер Каппелен, «Eufemianatten».

### СССР
- Премия Андрея Белого, номинация поэзия —  Геннадий Айги.

- Государственная премия РСФСР имени М. Горького:

1. Аяз Гилязов — за сборник повестей «При свете зарниц»
2. Владимир Костров — за книгу стихотворений и поэм «Открылось взору»
3. Станислав Куняев — за книгу критических и публицистических статей «Огонь, мерцающий в сосуде»
4. Семён Шуртаков — за роман «Одолень-трава».

### США
- Премия Эдгара Аллана По:
  - за лучший роман — Рут Ренделл, «Адаптированный к темноте глаз» (англ. A Dark Adapted Eye)[5].
  - за лучший первый роман американского писателя — Ларри Бейнхарт, «Никто не ездит бесплатно» (англ. No One Rides for Free)[6].
- Пулитцеровская премия за художественную книгу —  Питер Тейлор, «A Summons to Memphis»[7].
- Пулитцеровская премия за лучшую драму — Огаст Уилсон, «Ограды» (англ. Fences)[8].
- Пулитцеровская премия за поэзию — Рита Дав, «Томас и Беула» (англ. Thomas and Beulah)[9].

### Швеция
- Литературная премия Шведской академии — Вильям Хейнесен[10].

### Франция
- Гонкуровская премия — Тахар Бенжеллун, «Священная ночь» (фр. La Nuit sacrée)[11].
- Премия Ренодо — Рене Жан-Клот, «L’Enfant halluciné».
- Премия Фемина — Ален Абсир, «Равный Богу» (фр. L'Égal de Dieu).
- Премия Медичи — Пьер Мертенс, «Les eblouissements».
  - за лучшее зарубежное произведение — Антонио Табукки, «Индийский ноктюрн» (итал. Notturno indiano).
  - за эссеистику — Жорж Боржо, «Солнце над Обьяком» (фр. Le Soleil sur Aubiac).

## Книги
- «Вдоль деревни» — книга Степана Лобозёрова.
- «Мир одного дня: Бунтарь» — вторая книга трилогии «Мир одного дня» писателя Филипа Хосе Фармера
- «Отворите окно!» — сборник повестей и рассказов Дины Рубиной.
- «Ров. Стихи и проза» — книга Андрея Вознесенского.

### Романы
- «2061: Одиссея Три» (англ. 2061: Odyssey Three) — роман Артура Кларка.
- «В поисках грустного бэби» — роман Василия Аксёнова.
- «Жареные зелёные помидоры в кафе „Полустанок“» (англ. Fried Green Tomatoes at the Whistle Stop Cafe) — роман Фэнни Флэгг.
- «Западные земли» (англ. The Western Lands) — роман Уильяма Берроуза.
- «Извлечение троих» (англ. The Dark Tower II: The Drawing of the Three) — роман Стивена Кинга.
- «Катерина» — роман Надежды Малыгиной.
- «Леди из Миссалонги» — книга Колин Маккалоу.
- «Мир на Земле» (пол. Pokoj na Ziemi) — роман Станислава Лема.
- «Мор, ученик Смерти» (англ. Mort) — фэнтези Терри Пратчетта.
- «Норвежский лес» (яп. ノルウェイの森) — роман Харуки Мураками.
- «Репортёр» — роман Юлиана Семёнова.
- «Синяя борода» (англ. Bluebeard) — роман Курта Воннегута.
- «Творцы заклинаний» (англ. Equal rites) — фэнтези Терри Пратчетта.

### Повести
- «Миссис Даутфайр» (англ. Madame Doubtfire) — повесть Энн Файн.

### Пьесы
- «Кашкалдак» — пьеса Николая Коляды.
- «Про Федота-стрельца, удалого молодца» — пьеса Леонида Филатова.
- «Родительский день» — пьеса Николая Коляды.

### Поэзия
- «10, 9, 8, 7…» — сборник стихов Андрея Вознесенского.

### Пресса
- Начал публиковаться польский журнал Detektyw.

## Умерли
- 3 февраля — Теодор Когсуэлл, американский писатель-фантаст (родился в 1918).
- 15 февраля — Андрей Некрасов, советский моряк и писатель, автор повести «Приключения капитана Врунгеля» (родился в 1907).
- 8 февраля — Иван Елагин, русский поэт, лучший поэт второй волны эмиграции из СССР (жил в США); умер от рака (род. 1 декабря 1918).
- 4 марта — Жорж Арно, французский писатель, публицист (род. в 1917).
- 19 мая — Джеймс Типтри Мл., американская писательница (родилась в 1915).
- 3 сентября — Виктор Некрасов, русский, советский писатель (родился в 1911).
- 12 ноября — Ласгуш Порадеци, албанский поэт, переводчик (род. в 1899).
- 30 ноября — Джеймс Болдуин, американский романист, публицист, драматург, активный борец за права человека (род. 2 августа 1924).
- 7 декабря  — Ирэна Тувим , польская писательница, поэтесса, переводчица (род. в 1899).
- 30 декабря — Кулвант Сингх Вирк, пенджабский писатель (род. в 1921).